# Hubert Menten
Jacques Hubert Pierre François Menten (Mentok, 12 settembre 1873 – Zurigo, 12 maggio 1964) è stato un calciatore e bobbista olandese.

## Biografia

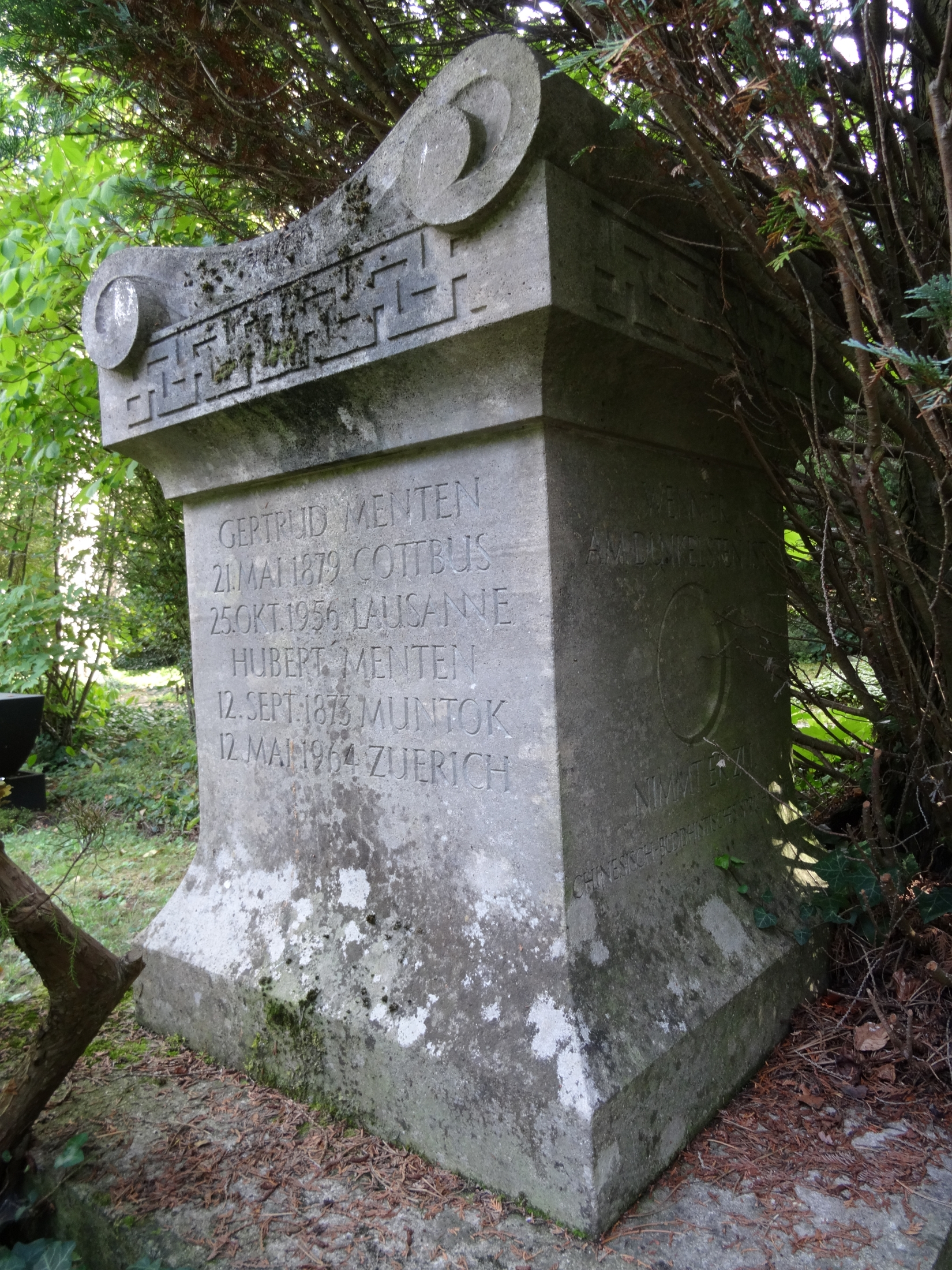
Tomba di Hubert e Gertrud Menten a Zurigo.

Nacque nelle Indie orientali olandesi, nell'arcipelago indonesiano di Bangka-Belitung, sull'isola di Sumatra.
Menten giocò a calcio per il Koninklijke Haarlemsche Football Club tra il 1887 e il 1894, con il quale vinse tre volte il campionato di calcio olandese. Nel 1894 Menten fu selezionato per la nazionale di calcio dei Paesi Bassi, con cui disputò alcune partite non ufficiali.
Fece parte della delegazione dei Paesi Bassi ai II Giochi olimpici invernali di Sankt Moritz 1928. Insieme a Curt van de Sandt (pilota), Jacques Paul Delprat, Edwin Louis Teixeira de Mattos e Henri Louis Dekking, Menten fece parte della nazionale di bob dei Paesi Bassi che giunse al 12º posto su 23 squadre partecipanti. Come bobbista frenatore Menten ottenne 22 primi posti, 13 secondi e 16 terzi sul podio. Dopo la partecipazione olimpica, Menten rimase attivo nel mondo del bob, mettendo a disposizione 30.000 franchi svizzeri per migliorare la pista di bob di Davos su cui nel 1929 si svolsero i primi Campionati europei di bob, vinti dagli olandesi Eddie van de Pol e P. M. Metzelaar, durante i quali fu parte del comitato organizzatore.
Sposato con una donna di nome Gertrud (1879–1956), è sepolto nel cimitero di Enzenbühl a Zurigo.